# Lidköpings Isstadion
Lidköpings Isstadion är en konstfrusen bandybana i Lidköping i Sverige, invigd den 1 november 1964. Här spelade Villa Lidköping BK sina hemmamatcher fram tills den nya inomhushallen Sparbanken Lidköping Arena invigdes den 26 december 2009, alldeles bredvid Lidköpings Isstadion.

## Publikrekord
| Match                          | Resultat | Speldatum    | Åskådarantal | Typ av match       |
| ------------------------------ | -------- | ------------ | ------------ | ------------------ |
| Villa Lidköping BK–Brobergs IF | 2-1      | 2 mars 1975  | 7 474        | SM-kvartsfinalspel |
| Villa Lidköping BK–Selånger SK | 2-3, SD  | 13 mars 1981 | 8 774        | SM-Semifinalspel   |

## Landskamper
| Match            | Resultat | Speldatum       | Åskådarantal | Typ av match      |
| ---------------- | -------- | --------------- | ------------ | ----------------- |
| Sverige–Ryssland | 4-8      | 10 januari 2003 | 914          | Vänskapslandskamp |